# Раутатиентори (метростанция)
Метростанция Раутатиентори или метростанция централна гара (на фински: Rautatientorin; на шведски: Järnvägstorgets metrostation) е станция от Хелзинкско метро във Финландия. Входът и е разположен в цетралната за зала „Асематунели“, където има изход и за централната гара на Хелзинки. Това е единствената станция, която име се обявява и на англиски език. На някой местра има и надписи по стените на немски: Hauptbahnhof.
Метростанция Раутатиентори е отворена на 1 юли 1982 г. Проектирана е от Rolf Björkstam, Erkki Heino, и Eero Kostiainen. Намира се на 0.5 километра от Метростанция Кампи и на 0.6 километра от Метростанция Кайсаниеми. Метростанцията е разположена на 27 метра под земята и на 22 под морското равнище
На 8 ноември 2009 станцията бива наводнена. Щетите са големи за целия комплекс около станцията. На 15 февруари 2010 година, станцията е отворена отново за ползване.

## Транспорт
На метростанцията може да се направи връзка с:
- трамваи с номера: 3B, 3T, 4, 4T, 6, 7A, 7B, 9, 10
- автобуси с номера: 11, 15A, 18, 20N, 21V, 23, 23N, 24, 40, 42, 43, 55, 55A, 55AK, 55K, 62, 63, 64, 64N, 65A, 65N, 66, 66A, 67, 67X, 68, 68X, 69, 70, 70V, 71, 71V, 72, 73N, 74N, 75, 77, 85N, 86N, 90A, 90N, 92N, 94N, 95N, 96N, 97N, 194, 194A, 195, 206, 206A, 212, 213, 231, 231K, 248, 248A, 248K, 248KA, 270, 270A, 270N, 315, 321, 324, 324K, 324N, 345, 345N, 360, 360K, 361, 362, 362N, 362T, 363, 363A, 364, 415, 451, 452, 452K, 453, 453Z, 474, 474A, 474V, 611, 611N, 611Z, 613, 613K, 613N, 615, 615T, 615TK, 615V, 615VK, 620N, 620NK, 623, 623Z, 632, 633, 633A, 633K, 633N, 635, 650, 650A, 651, 651A, 652, 652A, 730, 730P, 731, 731N, 732, 734, 738, 738K, 740, 741, 741K, 741N, 742

- Входът на метростанцията метростанцията
- Наводнената станция
- Перонът на метростанцията

|  | Тази страница частично или изцяло представлява превод на страницата Rautatientori metro station в Уикипедия на английски. Оригиналният текст, както и този превод, са защитени от Лиценза „Криейтив Комънс – Признание – Споделяне на споделеното“, а за съдържание, създадено преди юни 2009 година – от Лиценза за свободна документация на ГНУ. Прегледайте историята на редакциите на оригиналната страница, както и на преводната страница, за да видите списъка на съавторите. ВАЖНО: Този шаблон се отнася единствено до авторските права върху съдържанието на статията. Добавянето му не отменя изискването да се посочват конкретни източници на твърденията, които да бъдат благонадеждни. |